# 세이수미

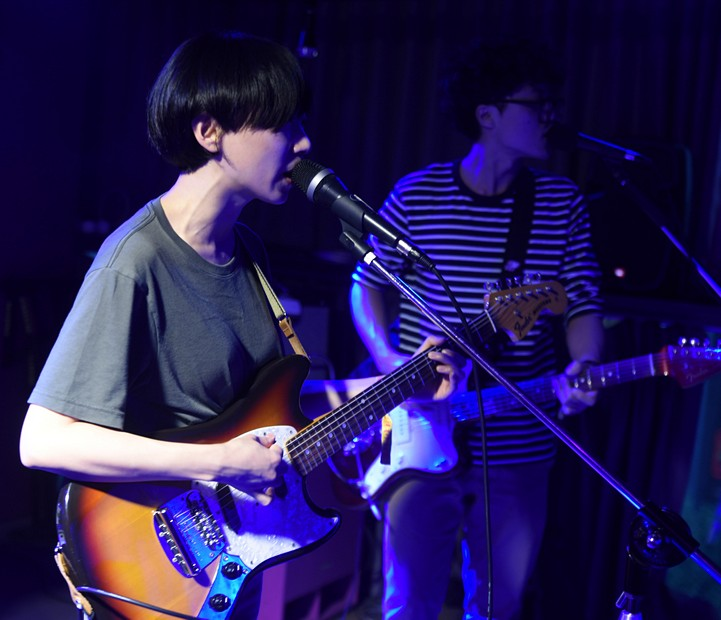
2017년의 세이수미 소속 최수미

세이수미(Say Su Me)는 대한민국 부산광역시 출신의 인디 록 밴드이다. 현재 최수미, 김병규, 임성완, 김재영으로 구성되어 있다.
이 그룹은 2012년 결성되었으며 다음의 음반을 발매했다:
- 3개의 정식 음반: We've Sobered Up (2014), Where We Were Together (2018), The Last Thing Left (2022)
- 4개의 EP 음반: Big Summer Night (2015), Semin (2017)[2], It's Just a Short Walk! (2018),[3] Christmas, It's Not a Biggie (2018).[3]

세이수미는 2019년 한국대중음악상에서 최고의 록-음반, 최고의 록-노래상을 수상했다.

## 구성원

### 현재
- 최수미
- 김병규
- 임성완
- 김재영

### 과거
- 하재영
- 강세민
- 김창원